# زندگی (فیلم ۱۹۹۹)
زندگی (انگلیسی: Life) یک فیلم کمدی-درام آمریکایی محصول سال ۱۹۹۹ به کارگردانی تد دم با بازی ادی مورفی و مارتین لارنس است.
فرمت فیلم داستانی است که توسط یک زندانی مسن دربارهٔ دو تن از دوستانش به نام‌های ری (مورفی) و کلود (لارنس) تعریف می‌شود که هر دو به ناحق به قتل محکوم شده و به حبس ابد محکوم شده‌اند. این فیلم نامزد اسکار بهترین گریم در هفتاد و دومین دوره جوایز اسکار شد. این فیلم نتوانست انتظارات استودیو را در گیشه برآورده کند و با واکنش‌های متفاوتی از سوی منتقدان مواجه شد. این فیلم بعداً طرفداران زیادی در میان طرفداران مورفی و لارنس پیدا کرد و فیلم را به عنوان یک کلاسیک کالت معرفی کرد.

## خلاصه داستان
فیلم در مورد دو خلافکار (لارنس و مورفی) است که وقتی به حبس ابد محکوم می‌شوند، تازه به ارزش زندگی پی‌می‌برند.